# Donja Lohinja
Donja Lohinja är ett samhälle i Bosnien och Hercegovina.   Det ligger i entiteten Federationen Bosnien och Hercegovina, i den centrala delen av landet, 90 km norr om huvudstaden Sarajevo. Donja Lohinja ligger 194 meter över havet och antalet invånare är 1 266.
Terrängen runt Donja Lohinja är huvudsakligen lite kuperad. Donja Lohinja ligger nere i en dal.Runt Donja Lohinja är det ganska tätbefolkat, med 93 invånare per kvadratkilometer.. Närmaste större samhälle är Orahovica Donja, 3,1 km sydost om Donja Lohinja. 
Trakten runt Donja Lohinja består till största delen av jordbruksmark.